# Pacto Cristiano Amplio
Pacto Cristiano Amplio (Patto Cristiano Esteso) (PACE) es un partido político italiano conservador y cristiano - conservador partido político en Italia .
El partido toma ejemplo de la Coalición Cristiana de América y es uno de los pocos ejemplos de derecha cristiana en Europa. Aunque la mayoría de sus miembros son evangélicos o pentecostales, el partido no es oficialmente asociado a ninguna denominación. El fundador del partido y líder es Gilberto Perri, un pastor pentecostal.
Es fuerte en las regiones del sur de Italia, donde las iglesias pentecostales y evangélicas están más extendidas. PACE se unió a la coalición la Casa de las Libertades y en las elecciones generales de 2006 al Senado PACE logró un 0,4% de los votos en Sicilia, pero sus mejores resultados hasta la fecha se produjeron en 2011 las elecciones locales, cuando el partido obtuvo un 3,6% de los votos (y un concejal) en Reggio Calabria y el 2,1% en toda la provincia.
En 2012 formó el PACE creó la coalición Obra Popular junto con Los Populares por Italia mañana, Acción Popular y el Movimiento de Trabajadores Cristianos. 